# Lachiguxé
Lachiguxé är en ort i Mexiko.   Den ligger i kommunen Santa María Guienagati och delstaten Oaxaca, i den sydöstra delen av landet, 500 km sydost om huvudstaden Mexico City. Lachiguxé ligger 483 meter över havet och antalet invånare är 264.
Terrängen runt Lachiguxé är huvudsakligen lite bergig. Lachiguxé ligger nere i en dal. Runt Lachiguxé är det glesbefolkat, med 12 invånare per kvadratkilometer. Närmaste större samhälle är San Miguel, 14,1 km väster om Lachiguxé. I omgivningarna runt Lachiguxé växer i huvudsak städsegrön lövskog.